# Зеенген
Зеенген (нім. Seengen) — громада  в Швейцарії в кантоні Ааргау, округ Ленцбург.

## Географія
Громада розташована на відстані близько 75 км на північний схід від Берна, 15 км на південний схід від Аарау.
Зеенген має площу 9,7 км², з яких на 13,8% дозволяється будівництво (житлове та будівництво доріг), 51,7% використовуються в сільськогосподарських цілях, 32,7% зайнято лісами, 1,8% не є продуктивними (річки, льодовики або гори).

## Демографія
2019 року в громаді мешкало 4081 особа (+19,7% порівняно з 2010 роком), іноземців було 11,7%. Густота населення становила 421 осіб/км².
За віковим діапазоном населення розподілялося таким чином: 20,6% — особи молодші 20 років, 60,4% — особи у віці 20—64 років, 19% — особи у віці 65 років та старші. Було 1746 помешкань (у середньому 2,3 особи в помешканні).
Із загальної кількості 1213 працюючих 95 було зайнятих в первинному секторі, 224 — в обробній промисловості, 894 — в галузі послуг.